# Jonathan Bratoëff
Jonathan Bratoëff (* Juli 1974 in Frankreich) ist ein französischer Jazzmusiker (Gitarre, auch Keyboards, Komposition). 

## Wirken
Bratoëff absolvierte zunächst das Lycée Jean Monnet in Montpellier, um dann bei L’AULA de Música Moderna i Jazz del Conservatori del Liceu in Barcelona bzw. dem dortigen Ast des Berklee College of Music zu studieren. Ab 1998 lebte er in London, wo er Mitbegründer des F-IRE Collective war. 2001 veröffentlichte er mit seinem Quartett sein Debütalbum Episodes, dem 2005 Between Lines auf dem Label des F-IRE Collective, folgte und dann weitere Alben in unterschiedlichen Konstellationen. Außerdem war er Mitglied des Sextetts Porpoise Corpus und spielte auch mit Musikern wie Julian Siegel, Soweto Kinch und Orphy Robinson. Seit 2013 lebt er in Berlin.

## Diskographische Hinweise
- Episodes (2000, mit Adam Bishop, Ben Davis, Tom Barlow, Seb Rochford)
- Points of Perception (F-IRE 2006, mit Tom Arthurs, Pete Wareham, Oskar Gudjonsson, Nick Ramm, Tom Mason, Seb Rochford, Wampa, sowie Julia Biel, Vital)
- Jonathan Bratoeff, Chris Vatalaro: Chapters (F-IRE 2009)[3]
- Jonathan Bratoëff Quartet: Mindscapes (F-IRE 2010, mit Mark Hanslip, Tom Mason, James Maddren)[4]
- Jonathan Bratoëff Quartet w/ Marcina Arnold: Words of My Father (A-Jazz 2014, mit Mark Hanslip, Karl Rasheed Abel, James Maddren bzw. Dave Hamblett)